# Кантон-Сіті (Північна Дакота)
Кантон-Сіті (англ. Canton City) — місто (англ. city) в США, в окрузі Пембіна штату Північна Дакота. Населення — 31 особа (2020).

## Географія
Кантон-Сіті розташований за координатами 48°41′16″ пн. ш. 97°40′4″ зх. д. / 48.68778° пн. ш. 97.66778° зх. д. (48.687874, -97.667670).  За даними Бюро перепису населення США в 2010 році місто мало площу 0,37 км², уся площа — суходіл. В 2017 році площа становила 0,65 км², уся площа — суходіл.

## Демографія
Згідно з переписом 2010 року, у місті мешкало 45 осіб у 26 домогосподарствах у складі 12 родин. Густота населення становила 120 осіб/км².  Було 32 помешкання (85/км²).
Расовий склад населення:
| - 97,8 % — білих |

До двох чи більше рас належало 2,2 %. Частка іспаномовних становила 0,0 % від усіх жителів.
За віковим діапазоном населення розподілялося таким чином: 13,3 % — особи молодші 18 років, 71,1 % — особи у віці 18—64 років, 15,6 % — особи у віці 65 років та старші. Медіана віку мешканця становила 51,1 року. На 100 осіб жіночої статі у місті припадало 150,0 чоловіків;  на 100 жінок у віці від 18 років та старших — 178,6 чоловіків також старших 18 років.
Цивільне працевлаштоване населення становило 8 осіб. Основні галузі зайнятості: освіта, охорона здоров'я та соціальна допомога — 25,0 %, сільське господарство, лісництво, риболовля — 25,0 %, транспорт — 12,5 %, оптова торгівля — 12,5 %.